# Copa Mundial de Fútbol Juvenil de 1981
La Copa Mundial de Fútbol Juvenil de la FIFA Australia 1981 (en inglés: FIFA World Youth Championship Australia 1981) fue la III edición de la Copa Mundial de Fútbol Sub-20. Esta versión del torneo se realizó en Australia, entre el 3 de octubre y el 18 de octubre de 1981. Fue ganada por la República Federal Alemana, derrotando sin mayores problemas a una sorpresiva Catar por 4:0.
La mecánica fue la misma que su antecesora, Japón 1979, con fase de grupos, clasificándose los dos primeros de cada uno a cuartos de final, donde en eliminación directa se llegaría hasta la final.

## Sedes
El campeonato se efectuó en 7 sedes:
| Ciudad    | Estadio                 | Capacidad |
| --------- | ----------------------- | --------- |
| Brisbane  | Lang Park               | 52.500    |
| Melbourne | Estadio Parque Olímpico | 18.500    |
| Adelaida  | Estadio Hindmarsh       | 16.500    |
| Canberra  | Estadio Canberra        | 25.000    |
| Sídney    | Sydney Sports Ground    | 35.000    |
|           | Sydney Cricket Ground   | 44.000    |
| Newcastle | Estadio EnergyAustralia | 34.000    |

## Equipos participantes
Además del anfitrión Australia, 15 equipos clasificaron a la fase final del torneo a través de los torneos realizados por cada una de las restantes cinco confederaciones. 
- Dos equipos asiáticos clasificaron en el Campeonato Juvenil de la AFC 1980, donde el campeón fue Corea del Sur, derrotando en la final al conjunto de Catar.[1]
- Dos equipos africanos clasificaron en el Campeonato Juvenil Africano de 1981 disputado en Egipto, donde la selección local derrotó en la final a Camerún.[2]
- Dos equipos de centro y Norteamérica clasificaron en el Torneo Sub-20 de la Concacaf 1980, realizado en dos fases: la primera con cuatro grupos donde pasaban los dos primeros, quienes en cuartos de final y mediante eliminación directa competían hasta la final. Este campeonato se realizó en Estados Unidos de América entre el 1 de agosto y el 17 de agosto, siendo el ganador México, derrotando en la final al anfitrión 2:0.[3]
- Tres equipos sudamericanos clasificaron en el Campeonato Sudamericano Sub-20 de 1981 disputado en Ecuador, cuyo campeón fue Uruguay.[4]
- Seis representantes europeos clasificaron en el Campeonato Europeo Sub-18 1980 disputado en Alemania Federal. El campeón fue Inglaterra, quien derrotó en la final a Polonia.[5]

Los 16 equipos fueron posteriormente separados en cuatro grupos. En cursiva, los equipos debutantes.
| Clasificatorias | Clasificatorias | Clasificatorias | Clasificatorias | Clasificatorias | Clasificatorias |
| --------------- | --------------- | --------------- | --------------- | --------------- | --------------- |
| África          | Asia            | Europa          | Norteamérica    | Sudamérica      | Oceanía         |

| Alemania Federal | Camerún       | España         | México  |
| Argentina        | Catar         | Estados Unidos | Polonia |
| Australia        | Corea del Sur | Inglaterra     | Rumania |
| Brasil           | Egipto        | Italia         | Uruguay |

## Desarrollo
Dividido en dos fases, una de grupos y otra de eliminación directa a partir de los cuartos de final, la primera sorpresa la colocó Catar, al instalarse en la segunda fase junto a Uruguay, dejando fuera a Polonia y los Estados Unidos. Mientras eso ocurría en el Grupo A, en el B Rumania dejaba en el camino a Italia, instalándose en la segunda fase junto a Brasil. Por su parte, el Grupo C tampoco iba a estar exento de sorpresas, pues ahí fue Egipto quien dejó fuera a México y España, pasando junto a Alemania. Finalmente, en el Grupo D los afectados fueron Argentina y Camerún, quienes quedaron fuera tras una buena actuación del cuadro local y de Inglaterra.
Ya en la segunda fase, solo Inglaterra y Alemania lograron hacer frente a los cuadros sorpresas, pues Catar y Rumania nuevamente dieron un golpe a la cátedra, derrotando esta vez a Brasil y Uruguay respectivamente. No contentos aún, los cataríes doblegaron a Inglaterra instalándose en la final junto a Alemania, que derrotó a una igual sorprendente Rumania, que para no cortar las rachas de los equipos llamados chicos superó a Inglaterra en el partido por el tercer lugar. En la final, Catar no pudo más y cayó frente a Alemania por un rotundo 4:0.

## Resultados

### Primera fase

#### Grupo A
| Selección      | Pts. | PJ | PG | PE | PP | GF | GC | Dif. |
| -------------- | ---- | -- | -- | -- | -- | -- | -- | ---- |
| Uruguay        | 6    | 3  | 3  | 0  | 0  | 5  | 0  | +5   |
| Catar          | 3    | 3  | 1  | 1  | 1  | 2  | 2  | 0    |
| Polonia        | 2    | 3  | 1  | 0  | 2  | 4  | 2  | +2   |
| Estados Unidos | 1    | 3  | 0  | 1  | 2  | 1  | 8  | −7   |

| 3 de octubre de 1981 | Polonia | 0:1 (0:1) | Catar      | Lang Park, Brisbane                                                   |                                                                       |
|                      |         | Reporte   | Beleal 37' | Asistencia: 17.200 espectadores Árbitro(s): Tony Boskovic (Australia) | Asistencia: 17.200 espectadores Árbitro(s): Tony Boskovic (Australia) |

| 3 de octubre de 1981 | Estados Unidos | 0:3 (0:1) | Uruguay                                | Lang Park, Brisbane                                                         |                                                                             |
|                      |                | Reporte   | López 5' · Aguilera 60' · Da Silva 67' | Asistencia: 17.200 espectadores Árbitro(s): Emilio Soriano Aladrén (España) | Asistencia: 17.200 espectadores Árbitro(s): Emilio Soriano Aladrén (España) |

| 6 de octubre de 1981 | Estados Unidos | 1:1 (1:0) | Catar      | Lang Park, Brisbane                                                      |                                                                          |
|                      | Devey 43'      | Reporte   | Beleal 56' | Asistencia: 10.122 espectadores Árbitro(s): Tesfaye Gebreyesus (Eritrea) | Asistencia: 10.122 espectadores Árbitro(s): Tesfaye Gebreyesus (Eritrea) |

| 6 de octubre de 1981 | Uruguay      | 1:0 (0:0) | Polonia | Lang Park, Brisbane                                                          |                                                                              |
|                      | Da Silva 58' | Reporte   |         | Asistencia: 10.122 espectadores Árbitro(s): Antonio Márquez Ramírez (México) | Asistencia: 10.122 espectadores Árbitro(s): Antonio Márquez Ramírez (México) |

| 8 de octubre de 1981 | Catar | 0:1 (0:0) | Uruguay      | Lang Park, Brisbane                                                   |                                                                       |
|                      |       | Reporte   | Villazán 52' | Asistencia: 8.264 espectadores Árbitro(s): Stanislas Kamdem (Camerún) | Asistencia: 8.264 espectadores Árbitro(s): Stanislas Kamdem (Camerún) |

| 8 de octubre de 1981 | Polonia                                          | 4:0 (2:0) | Estados Unidos | Lang Park, Brisbane                                                  |                                                                      |
|                      | Rzepka 17' · Kowalik 18' · Dziekanowski 65', 67' | Reporte   |                | Asistencia: 8.264 espectadores Árbitro(s): Tony Boskovic (Australia) | Asistencia: 8.264 espectadores Árbitro(s): Tony Boskovic (Australia) |

#### Grupo B
| Selección     | Pts. | PJ | PG | PE | PP | GF | GC | Dif. |
| ------------- | ---- | -- | -- | -- | -- | -- | -- | ---- |
| Brasil        | 5    | 3  | 2  | 1  | 0  | 5  | 1  | +4   |
| Rumania       | 5    | 3  | 2  | 1  | 0  | 3  | 1  | +2   |
| Corea del Sur | 2    | 3  | 1  | 0  | 2  | 4  | 5  | −1   |
| Italia        | 0    | 3  | 0  | 0  | 3  | 1  | 6  | −5   |

| 3 de octubre de 1981 | Italia      | 1:4 (0:3) | Corea del Sur                                               | Estadio Parque Olímpico, Melbourne                                |                                                                   |
|                      | Mariani 83' | Reporte   | Sung Ho Kwak 7' · Soon Ho Choi 12', 29' · Kyung Nam Lee 88' | Asistencia: 13.538 espectadores Árbitro(s): Gastón Castro (Chile) | Asistencia: 13.538 espectadores Árbitro(s): Gastón Castro (Chile) |

| 3 de octubre de 1981 | Rumania    | 1:1 (0:0) | Brasil     | Estadio Parque Olímpico, Melbourne                                       |                                                                          |
|                      | Zamfir 82' | Reporte   | Leomir 67' | Asistencia: 13.538 espectadores Árbitro(s): George Courtney (Inglaterra) | Asistencia: 13.538 espectadores Árbitro(s): George Courtney (Inglaterra) |

| 6 de octubre de 1981 | Rumania   | 1:0 (1:0) | Corea del Sur | Estadio Parque Olímpico, Melbourne                                      |                                                                         |
|                      | Sertov 5' | Reporte   |               | Asistencia: 17.500 espectadores Árbitro(s): Jorge E. Romero (Argentina) | Asistencia: 17.500 espectadores Árbitro(s): Jorge E. Romero (Argentina) |

| 6 de octubre de 1981 | Brasil          | 1:0 (0:0) | Italia | Estadio Parque Olímpico, Melbourne                                 |                                                                    |
|                      | Djalma Baia 56' | Reporte   |        | Asistencia: 17.500 espectadores Árbitro(s): Jan Redelfs (Alemania) | Asistencia: 17.500 espectadores Árbitro(s): Jan Redelfs (Alemania) |

| 8 de octubre de 1981 | Corea del Sur | 0:3 (0:0) | Brasil                                                     | Estadio Parque Olímpico, Melbourne                                       |                                                                          |
|                      |               | Reporte   | Paulo Roberto 48' · Ronaldão 61' · Jong Son Jun 79' (a.g.) | Asistencia: 9.000 espectadores Árbitro(s): Hussein Fahmy Baheig (Egipto) | Asistencia: 9.000 espectadores Árbitro(s): Hussein Fahmy Baheig (Egipto) |

| 8 de octubre de 1981 | Italia | 0:1 (0:0) | Rumania          | Estadio Parque Olímpico, Melbourne                                 |                                                                    |
|                      |        | Reporte   | Gabor 56' (pen.) | Asistencia: 9.000 espectadores Árbitro(s): Bob Valentine (Escocia) | Asistencia: 9.000 espectadores Árbitro(s): Bob Valentine (Escocia) |

#### Grupo C
| Selección        | Pts. | PJ | PG | PE | PP | GF | GC | Dif. |
| ---------------- | ---- | -- | -- | -- | -- | -- | -- | ---- |
| Alemania Federal | 4    | 3  | 2  | 0  | 1  | 6  | 4  | +2   |
| Egipto           | 4    | 3  | 1  | 2  | 0  | 7  | 6  | +1   |
| México           | 2    | 3  | 0  | 2  | 1  | 4  | 5  | −1   |
| España           | 2    | 3  | 0  | 2  | 1  | 5  | 7  | −2   |

| 3 de octubre de 1981 | España                | 2:2 (0:1) | Egipto           | Estadio Hindmarsh, Adelaida                                             |                                                                         |
|                      | Chano 65' · Nadal 74' | Reporte   | Abouzaid 6', 78' | Asistencia: 7.504 espectadores Árbitro(s): Woo Bong Lee (Corea del Sur) | Asistencia: 7.504 espectadores Árbitro(s): Woo Bong Lee (Corea del Sur) |

| 3 de octubre de 1981 | Alemania Federal | 1:0 (1:0) | México | Estadio Hindmarsh, Adelaida                                        |                                                                    |
|                      | Loose 2'         | Reporte   |        | Asistencia: 7.504 espectadores Árbitro(s): Bob Valentine (Escocia) | Asistencia: 7.504 espectadores Árbitro(s): Bob Valentine (Escocia) |

| 6 de octubre de 1981 | Alemania Federal | 1:2 (1:1) | Egipto                          | Estadio Hindmarsh, Adelaida                                                  |                                                                              |
|                      | Loose 35'        | Reporte   | Helmi 31' · Abouzaid 54' (pen.) | Asistencia: 14.120 espectadores Árbitro(s): Rómulo Méndez Molina (Guatemala) | Asistencia: 14.120 espectadores Árbitro(s): Rómulo Méndez Molina (Guatemala) |

| 6 de octubre de 1981 | México   | 1:1 (0:1) | España           | Estadio Hindmarsh, Adelaida                                                    |                                                                                |
|                      | Coss 75' | Reporte   | Chano 45' (pen.) | Asistencia: 14.120 espectadores Árbitro(s): José Luis Martínez Bazán (Uruguay) | Asistencia: 14.120 espectadores Árbitro(s): José Luis Martínez Bazán (Uruguay) |

| 8 de octubre de 1981 | Egipto                              | 3:3 (1:2) | México                           | Estadio Canberra, Canberra                                                   |                                                                              |
|                      | Guillén 33' (a.g.) · Saleh 64', 71' | Reporte   | Vaca 18' · Farfán 28' · Ríos 69' | Asistencia: 8.150 espectadores Árbitro(s): Henning Lund-Sorensen (Dinamarca) | Asistencia: 8.150 espectadores Árbitro(s): Henning Lund-Sorensen (Dinamarca) |

| 8 de octubre de 1981 | España                       | 2:4 (0:1) | Alemania Federal                            | Estadio Canberra, Canberra                                              |                                                                         |
|                      | Francisco 72' · Fabregat 78' | Reporte   | Trieb 29' · Wohlfarth 47', 85' · Anthes 55' | Asistencia: 14.120 espectadores Árbitro(s): Arnaldo Cézar Coelho Brasil | Asistencia: 14.120 espectadores Árbitro(s): Arnaldo Cézar Coelho Brasil |

#### Grupo D
| Selección  | Pts. | PJ | PG | PE | PP | GF | GC | Dif. |
| ---------- | ---- | -- | -- | -- | -- | -- | -- | ---- |
| Inglaterra | 4    | 3  | 1  | 2  | 0  | 4  | 2  | +2   |
| Australia  | 4    | 3  | 1  | 2  | 0  | 6  | 5  | +1   |
| Argentina  | 3    | 3  | 1  | 1  | 1  | 3  | 3  | 0    |
| Camerún    | 1    | 3  | 0  | 1  | 2  | 3  | 6  | −3   |

| 3 de octubre de 1981 | Inglaterra             | 2:0 (0:0) | Camerún | Sydney Sports Ground, Sídney                                       |                                                                    |
|                      | Finnigan 57' · Dey 78' | Reporte   |         | Asistencia: 15.814 espectadores Árbitro(s): Toshikazu Sano (Japón) | Asistencia: 15.814 espectadores Árbitro(s): Toshikazu Sano (Japón) |

| 3 de octubre de 1981 | Australia                | 2:1 (0:0) | Argentina   | Sydney Sports Ground, Sídney                                        |                                                                     |
|                      | Koussas 79' · Hunter 89' | Reporte   | Morresi 66' | Asistencia: 15.814 espectadores Árbitro(s): Alojzy Jarguz (Polonia) | Asistencia: 15.814 espectadores Árbitro(s): Alojzy Jarguz (Polonia) |

| 5 de octubre de 1981 | Australia                             | 3:3 (1:2) | Camerún                          | Estadio EnergyAustralia, Newcastle                                            |                                                                               |
|                      | Mitchell 9' · Koussas 53', 78' (pen.) | Reporte   | Olle Olle 17' · Djonkep 35', 52' | Asistencia: 13.797 espectadores Árbitro(s): Toros Kibritjian (Estados Unidos) | Asistencia: 13.797 espectadores Árbitro(s): Toros Kibritjian (Estados Unidos) |

| 5 de octubre de 1981 | Inglaterra | 1:1 (0:0) | Argentina  | Sydney Sports Ground, Sídney                                             |                                                                          |
|                      | Small 79'  | Reporte   | Urruti 57' | Asistencia: 16.674 espectadores Árbitro(s): Gianfranco Menegali (Italia) | Asistencia: 16.674 espectadores Árbitro(s): Gianfranco Menegali (Italia) |

| 8 de octubre de 1981 | Camerún | 0:1 (0:1) | Argentina | Sydney Sports Ground, Sídney                                             |                                                                          |
|                      |         | Reporte   | Cecchi 6' | Asistencia: 28.932 espectadores Árbitro(s): Mubarak Waleed Saeed (Catar) | Asistencia: 28.932 espectadores Árbitro(s): Mubarak Waleed Saeed (Catar) |

| 8 de octubre de 1981 | Inglaterra | 1:1 (0:1) | Australia  | Sydney Sports Ground, Sídney                                    |                                                                 |
|                      | Small 82'  | Reporte   | Koussas 7' | Asistencia: 28.932 espectadores Árbitro(s): Ioan Igna (Rumania) | Asistencia: 28.932 espectadores Árbitro(s): Ioan Igna (Rumania) |

### Segunda fase
|  | Cuartos de final          | Cuartos de final        |                           |   | Semifinales                  | Semifinales                  |  |  | Final | Final |
|  |                           |                         |                           |   |                              |                              |  |  |       |       |
|  | 11 de octubre – Melbourne |                         |                           |   |                              |                              |  |  |       |       |
|  |                           |                         |                           |   |                              |                              |  |  |       |       |
|  | Uruguay                   | 1                       |                           |   |                              |                              |  |  |       |       |
|  | Uruguay                   | 1                       | 14 de octubre – Melbourne |   |                              |                              |  |  |       |       |
|  | Rumania                   | 2                       |                           |   |                              |                              |  |  |       |       |
|  | Rumania                   | 2                       | Rumania                   | 0 |                              |                              |  |  |       |       |
|  | 11 de octubre – Canberra  |                         | Rumania                   | 0 |                              |                              |  |  |       |       |
|  |                           | Alemania Federal (t.s.) | 1                         |   |                              |                              |  |  |       |       |
|  | Alemania Federal          | Alemania Federal (t.s.) | 1                         | 1 |                              |                              |  |  |       |       |
|  | Alemania Federal          |                         | 17 de octubre – Sídney    | 1 |                              |                              |  |  |       |       |
|  | Australia                 | 0                       |                           |   |                              |                              |  |  |       |       |
|  | Australia                 | 0                       | Alemania Federal          | 4 |                              |                              |  |  |       |       |
|  | 11 de octubre – Newcastle |                         | Alemania Federal          | 4 |                              |                              |  |  |       |       |
|  |                           | Catar                   | 0                         |   |                              |                              |  |  |       |       |
|  | Brasil                    | Catar                   | 0                         | 2 |                              |                              |  |  |       |       |
|  | Brasil                    | 14 de octubre – Sídney  |                           | 2 |                              |                              |  |  |       |       |
|  | Catar                     | 3                       |                           |   |                              |                              |  |  |       |       |
|  | Catar                     | 3                       | Catar                     | 2 |                              |                              |  |  |       |       |
|  | 11 de octubre – Sídney    |                         | Catar                     | 2 |                              |                              |  |  |       |       |
|  |                           | Inglaterra              | 1                         |   | Partido por el tercer puesto | Partido por el tercer puesto |  |  |       |       |
|  | Inglaterra                | Inglaterra              | 1                         | 4 | Partido por el tercer puesto | Partido por el tercer puesto |  |  |       |       |
|  | Inglaterra                |                         | 18 de octubre – Adelaida  | 4 |                              |                              |  |  |       |       |
|  | Egipto                    | 2                       |                           |   |                              |                              |  |  |       |       |
|  | Egipto                    | 2                       | Rumania                   | 1 |                              |                              |  |  |       |       |
|  |                           |                         |                           |   |                              |                              |  |  |       |       |
|  | Inglaterra                | 0                       |                           |   |                              |                              |  |  |       |       |
|  | Inglaterra                | 0                       |                           |   |                              |                              |  |  |       |       |

#### Cuartos de final
| 11 de octubre de 1981 | Uruguay      | 1:2 (0:1) | Rumania                | Estadio Parque Olímpico, Melbourne                                       |                                                                          |
|                       | Berrueta 60' | Reporte   | Eduard 25' · Fisic 84' | Asistencia: 14.800 espectadores Árbitro(s): Gianfranco Menegali (Italia) | Asistencia: 14.800 espectadores Árbitro(s): Gianfranco Menegali (Italia) |

| 11 de octubre de 1981 | Brasil            | 2:3 (1:1) | Catar                     | Estadio EnergyAustralia, Newcastle                                           |                                                                              |
|                       | Ronaldão 27', 78' | Reporte   | Almuhannadi 10', 54', 87' | Asistencia: 12.993 espectadores Árbitro(s): Antonio Márquez Ramírez (México) | Asistencia: 12.993 espectadores Árbitro(s): Antonio Márquez Ramírez (México) |

| 11 de octubre de 1981 | Alemania Federal | 1:0 (0:0) | Australia | Estadio Canberra, Canberra                                                    |                                                                               |
|                       | Wohlfarth 69'    | Reporte   |           | Asistencia: 13.780 espectadores Árbitro(s): Henning Lund-Sorensen (Dinamarca) | Asistencia: 13.780 espectadores Árbitro(s): Henning Lund-Sorensen (Dinamarca) |

| 11 de octubre de 1981 | Inglaterra                     | 4:2 (1:2) | Egipto                   | Sydney Sports Ground, Sídney                                                  |                                                                               |
|                       | Webb 41', 64', 82' · Cooke 60' | Reporte   | Abouzaid 28' · Saleh 40' | Asistencia: 8.293 espectadores Árbitro(s): José Luis Martínez Bazán (Uruguay) | Asistencia: 8.293 espectadores Árbitro(s): José Luis Martínez Bazán (Uruguay) |

#### Semifinales
| 14 de octubre de 1981 | Rumania | 0:1 (0:0, 0:0) (t. s.) | Alemania Federal | Estadio Parque Olímpico, Melbourne                                  |                                                                     |
|                       |         | Reporte                | Schoen 103'      | Asistencia: 15.000 espectadores Árbitro(s): Bob Valentine (Escocia) | Asistencia: 15.000 espectadores Árbitro(s): Bob Valentine (Escocia) |

| 14 de octubre de 1981 | Catar                   | 2:1 (1:0) | Inglaterra | Sydney Cricket Ground, Sídney                                           |                                                                         |
|                       | Beleal 12' · Alsada 62' | Reporte   | Small 70'  | Asistencia: 12.476 espectadores Árbitro(s): Jorge E. Romero (Argentina) | Asistencia: 12.476 espectadores Árbitro(s): Jorge E. Romero (Argentina) |

#### Tercer lugar
| 17 de octubre de 1981 | Rumania   | 1:0 (1:0) | Inglaterra | Estadio Hindmarsh, Adelaida                                                   |                                                                               |
|                       | Gabor 36' | Reporte   |            | Asistencia: 10.492 espectadores Árbitro(s): Henning Lund-Sorensen (Dinamarca) | Asistencia: 10.492 espectadores Árbitro(s): Henning Lund-Sorensen (Dinamarca) |

#### Final
| 18 de octubre de 1981 | Alemania Federal                           | 4:0 (2:0) | Catar | Sydney Cricket Ground, Sídney                                           |                                                                         |
|                       | Lose 28', 66' · Wohlfarth 42' · Anthes 86' | Reporte   |       | Asistencia: 18.531 espectadores Árbitro(s): Arnaldo Cézar Coelho Brasil | Asistencia: 18.531 espectadores Árbitro(s): Arnaldo Cézar Coelho Brasil |

## Campeón
|                                      |
| Bandera de Alemania                  |
| Campeón Alemania Federal 1.er título |

## Estadísticas
| Pos. | Equipo           | Pts. | PJ | PG | PE | PP | GF | GC | Dif. | Rend. |
| ---- | ---------------- | ---- | -- | -- | -- | -- | -- | -- | ---- | ----- |
| 1    | Alemania Federal | 10   | 6  | 5  | 0  | 1  | 12 | 4  | +8   | 83,3% |
| 2    | Catar            | 7    | 6  | 3  | 1  | 2  | 7  | 9  | -2   | 58,3% |
| 3    | Rumania          | 9    | 6  | 4  | 1  | 1  | 6  | 3  | +3   | 75,0% |
| 4    | Inglaterra       | 6    | 6  | 2  | 2  | 2  | 9  | 7  | +2   | 50,0% |
| 5    | Uruguay          | 6    | 4  | 3  | 0  | 1  | 6  | 2  | +4   | 75,0% |
| 6    | Brasil           | 5    | 4  | 2  | 1  | 1  | 7  | 4  | +3   | 62,5% |
| 7    | Australia        | 4    | 4  | 1  | 2  | 1  | 6  | 6  | 0    | 50,0% |
| 8    | Egipto           | 4    | 4  | 1  | 2  | 1  | 9  | 10 | -1   | 50,0% |
| 9    | Argentina        | 3    | 3  | 1  | 1  | 1  | 3  | 3  | 0    | 50,0% |
| 10   | Polonia          | 2    | 3  | 1  | 0  | 2  | 4  | 2  | +2   | 33,3% |
| 11   | Corea del Sur    | 2    | 3  | 1  | 0  | 2  | 4  | 5  | -1   | 33.3% |
| 12   | México           | 2    | 3  | 0  | 2  | 1  | 4  | 5  | -1   | 33,3% |
| 13   | España           | 2    | 3  | 0  | 2  | 1  | 5  | 7  | -2   | 33,3% |
| 14   | Camerún          | 1    | 3  | 0  | 1  | 2  | 3  | 6  | -3   | 16,7% |
| 15   | Estados Unidos   | 1    | 3  | 0  | 1  | 2  | 1  | 8  | -7   | 16,7% |
| 16   | Italia           | 0    | 3  | 0  | 0  | 3  | 1  | 6  | -5   | 0,0%  |

## Premios
| Balón de Oro        | Balón de Plata | Balón de Bronce  |
| ------------------- | -------------- | ---------------- |
| Romulus Gabor       | Michael Zorc   | Roland Wohlfarth |
| Botín de Oro        | Botín de Plata | Botín de Bronce  |
| Mark Koussas        | Taher Abouzaid | Ralf Loose       |
| 4 goles             | 4 goles        | 4 goles          |
| Premio al Fair Play |                |                  |
| Australia           |                |                  |

## Goleadores
| Jugador          | Selección        | Goles |
| ---------------- | ---------------- | ----- |
| Mark Koussas     | Australia        | 4     |
| Taher Abouzeid   | Egipto           | 4     |
| Ralf Loose       | Alemania Federal | 4     |
| Roland Wohlfarth | Alemania Federal | 4     |

## Futbolistas Destacados
| - Gavril Balint - Sergio Goycochea - Jorge Burruchaga - Gerardo Martino | - Mauro Galvao - Carlos Aguilera - Enzo Francescoli - José Batista |